# Distrito de Taricá
El distrito de Taricá es uno de los doce que conforman la provincia de Huaraz, ubicada en el departamento de Áncash en el Perú. Limita por el Norte y por el Este con la provincia de Carhuaz; por el Sur con el distrito de Independencia y; por el Oeste con el distrito de Jangas.

## Historia
El distrito de Taricá fue creado el 2 de febrero de 1956 mediante Ley n. º 12643, en el gobierno del presidente, general de división, Manuel A. Odría. Es importante mencionar que es conocido como  "CUNA DE ARTESANOS".
También es necesario aclarar que el distrito mencionado pertenece a Huaraz, pues hay otro poblado llamado Tarica sin tilde.

## Geografía
Tiene una población estimada en 5 500 habitantes. Su capital es el pueblo de Taricá...

## Autoridades

### Municipales
El actual alcalde de taricá desde enero del 2023 y hasta el final de 2026 es Genaro Corpus Chinchay Leon.

### Religiosas
Obispo de Huaraz: Mons. José Eduardo Velásquez Tarazona (2004 - )

## Festividades
- Semana Santa
- Señor de la Soledad
- Fiesta patronal en honor a San Gerónimo, 29-30 de septiembre, 8 de octubre